# Branko Kostić
Branko Kostić, cyr. Бранко Костић (ur. 28 sierpnia 1939 w Rvaši, zm. 20 sierpnia 2020 w Podgoricy) – polityk czarnogórski i jugosłowiański, prezydent Czarnogóry i Jugosławii.
W okresie od 17 marca 1989 do 23 grudnia 1990 był prezydentem Socjalistycznej Republiki Czarnogóry. A od 3 października 1991 do 27 kwietnia 1992 pełnił obowiązki ostatniego prezydenta Socjalistycznej Federacyjnej Republiki Jugosławii.